# Veliki dvojno prirezan dirombidodekaeder
| Veliki dvojno prirezan dirombidodekaeder                        | Veliki dvojno prirezan dirombidodekaeder                |
| --------------------------------------------------------------- | ------------------------------------------------------- |
|                                                                 |                                                         |
| Vrsta                                                           | uniformni zvezdni polieder                              |
| Elementi                                                        | F = 124, E = 240, V =60 ({\displaystyle \chi \,} = -56) |
| Stranske ploskve po stranicah                                   | 40{3}+60{4}+24{5/2}                                     |
| Wythoffovi simboli                                              | I3/2 5/3 3 5/2                                          |
| Simetrijska grupa                                               | Ih, [5,3], *532                                         |
| Bowersov akronim                                                | Gidrid                                                  |
| Sklici                                                          | U75, C92, W119                                          |
| veliki dvojno prirezan dirombiikozidodekakron (dualni polieder) | (5/2.4.3.3.3.4.5/3.4.33/2.3/2.4V2) slika oglišč         |

Veliki dvojno prirezan dirombidodekaeder (tudi Skillingova oblika) je uniformni zvezdni polieder.
V letu 1970 so dokazali, da obstoja samo 75 uniformnih poliedrov, ki so drugačni od družine prizem in antiprizem. John Skilling je odkril še enega več s tem, da je dovolil samo dvema stranskima ploskvama, da se srečata na enem robu. Nekateri avtorji ga ne prištevajo med uniformne poliedre, ker dovoljujejo, da se samo dve stranski ploskvi lahko srečata na enem robu. Nekateri avtorji jih ne štejejo med uniformne poliedre, ker nekaj parov robov sovpada.
Ima 120 robov, dve stranski ploskvi in 120 robov s 4 stranskimi ploskvami. Če bi robove s 4-stranskimi šteli dvakrat kot tudi dva topološko nepovezana roba, bi to telo obravnavali kot, da ima skupno 360 robov. Njegova Eulerjeva karakteristika pa bi bila -88.
Slika oglišč vsebuje 4 kvadratne stranske ploskve, ki potekajo skozi središče modela.

## Sorodni poliedri
Ima isto razvrstitev robov kot dirombiikozidodekaeder. Ima pa drugačno skupino trikotnih stranskih ploskev. Oglišča in robovi so tudi enaki kot pri uniformnem sestavu 20 oktaedrov ali 20 tetrahemiheksaedrov. 180 robov je enakih kot pri velikem snub dodeciikozidodekaedru
| konveksna ogrinjača             | veliki snub dodeciikozidodekaeder | veliki dirombiikozidodekaeder        |
| veliki disnub dirombidodekaeder | sestav dvajsetih oktaedrov        | sestav dvajsetih tetrahemiheksaedrov |

## Dualni polieder
Dual velikega disnub dirombidodekaedra se imenuje tudi veliki disnub dirombidodekakron. Je nekonveksni neskončni izoederski polieder.
Kot na pogled enak veliki dirombiikozidodekakron ga lahko prikažemo s sekajočimi se neskončnimi prizmami, ki tečejo skozi središče modela in so odrezane v določeni točki. Wenniger je predlagal novo vrsto stelacij, ki bi jih imenovali steliranje v neskončnost. Sam pa je vedel, da to niso poliedri.